# Big Boss Man
«Big Boss Man»  — пісня американського блюзового музиканта Джиммі Ріда, випущена синглом у квітні 1961 року на лейблі Vee-Jay Records. Автори пісні — Ел Сміт і Лютер Діксон. Записана 29 березня 1960 року в Чикаго (Іллінойс). Пісня увійшла до альбому Джиммі Ріда Found Love (1960). У 1961 році посіла 13-е місце в R&B Singles і 78-е місце в The Billboard Hot 100 хіт-парадах журналу «Billboard».
Пісня стала дуже популярною, увійшовши в репертуар багатьох виконавців, зокрема її записували Елвіс Преслі (чия версія у 1967 році посіла 38-е місце в чарті The Billboard Hot 100), Б.Б. Кінг, Grateful Dead і Чарлі Річ.

## Оригінальна версія
«Big Boss Man» була написана менеджером Джиммі Ріда, Елом Смітом, і штатним автором пісень лейблу звукозапису Vee-Jay Records Лютером Діксоном. У записі Джиммі Ріду (вокал, губна гармоніка і гітара) акомпанували Мері Лі «Мамма» Рід (вокал), Лі Бейкер (Лонні Брукс) і Лефті Бейтс (гітари), Віллі Діксон (бас) і Ерл Філліпс (ударні). Запис відбувся 29 березня 1960 року в Чикаго (Іллінойс), однак Vee-Jay випустили пісню лише наступного року. У 1961 році пісня (VJ 380) увійшла до альбому Jimmy Reed at Carnegie Hall. 
У квітні 1961 року пісня була випущена на синглі (VJ 380) і була включена в альбом Found Love (1960). У 1961 році посіла 13-е місце в R&B Singles і 78-е місце в The Billboard Hot 100 хіт-парадах журналу «Billboard».
У 1963 році Рід перезаписав інструментальну версію для свого альбому Jimmy Reed Plays 12 String Guitar Blues (1963), зігравши її на акустичній дванадцятиструнній гітарі.

## Версія Елвіса Преслі
10 вересня 1967 року Елвіс Преслі записав версію пісні «Big Boss Man». Того ж місяця вона була випущена на синглі і посіла 38-е місце в чарті The Billboard Hot 100. Преслі виконав пісню як частину медлі під час Elvis 1968 Comeback Special, яка також з'явилась у міні-серіалі «Елвіс».
У 1970-х роках Преслі часто виконував пісню під час концертів.

## Інші версії
«Big Boss Man» була записана багатьма виконавцями, у тому числі її записали The Pretty Things на стороні «В» свого дебютного синглу «Rosalyn» (1964), Чарлі Річ для альбомів Big Boss Man (1965) і Boss Man (1970), Джеррі Лі Льюїс для Memphis Beat (1966), Білл Косбі для альбому Silver Throat: Bill Cosby Sings (1967), Боббі Джентрі для The Delta Sweete (1968), Grateful Dead для Grateful Dead (1971), Коко Тейлор для Southside Lady (1973) і I Got What It Takes (1975), Джиммі Візерспун для Spoon's Life (1980), Б. Б. Кінг для Six Silver Strings (1985) і як сингл (посів 62-е місце в чарті R&B), Steve Miller Band для альбому Living in the 20th Century (1986), Джиммі Роджерс для Blue Bird (1994), Tom Petty & The Heartbreakers для альбому Playback (1995) і The Kentucky Headhunters для альбому Big Boss Man (2005).

## Нагороди
У 1990 році пісня «Big Boss Man» в оригінальному виконанні Джиммі Ріда (1960, Vee-Jay) була включена до Зали слави блюзу. Також пісня була включена до Зали слави рок-н-ролу в «список 500 пісень, які вплинули на рок-н-рол».